# Kétöves karcsúcincér
A kétöves karcsúcincér (Stenurella bifasciata) a cincérfélék családjába tartozó, Eurázsiában honos, lombos és tűlevelű fákon élő bogárfaj. 

## Megjelenése
A kétöves karcsúcincér testhossza 6-11 mm. Testalkata karcsú, az előhát hátulsó vége jóval szélesebb az elsőnél; szárnyfedőinek oldalvonalai végig keskenyednek. Alapszíne fekete. A nőstény szárnyfedői téglavörösek, csúcsuk fekete és a középvonal mögött nagy, befelé szélesedő harántsáv látható; potroha részben vörös. A hím szárnyfedői világosabb vörösesbarnák, csúcsuknak csak a legvége fekete, illetve a varrat elmosódottan feketés. A melltő oldallemezei sűrűn pontozottak, a csípők magasságában nincs tükörfoltja. Szőrözete lesimuló, vörhenyesbarna, alul sárgás.

## Elterjedése és életmódja
Eurázsiában honos az Ibériai-félszigettől Dél-Szibériáig. Magyarországon országszerte megtalálható, gyakori faj, főleg a hegy- és dombvidékek lomberdeiben található meg. 
Lárvája lombos és tűlevelű fák (nyír, szil, vadrózsa, luc- és erdeifenyő, stb.) földön heverő, erősen korhadó ágaiban és törzsében él, de megtalálható elhalt gyökerekben, elpusztult lágyszárú növények gyökereiben, korhadó fenyőtobozban; feltehetően bármilyen, a talajban korhadó növényi anyagban. Két évig fejlődik, majd tavasszal vagy nyár elején bebábozódik. Az imágó májustól szeptemberig rajzik. Nappal aktív, többnyire a tisztások, erdőszélek virágzó növényein tartózkodik. 

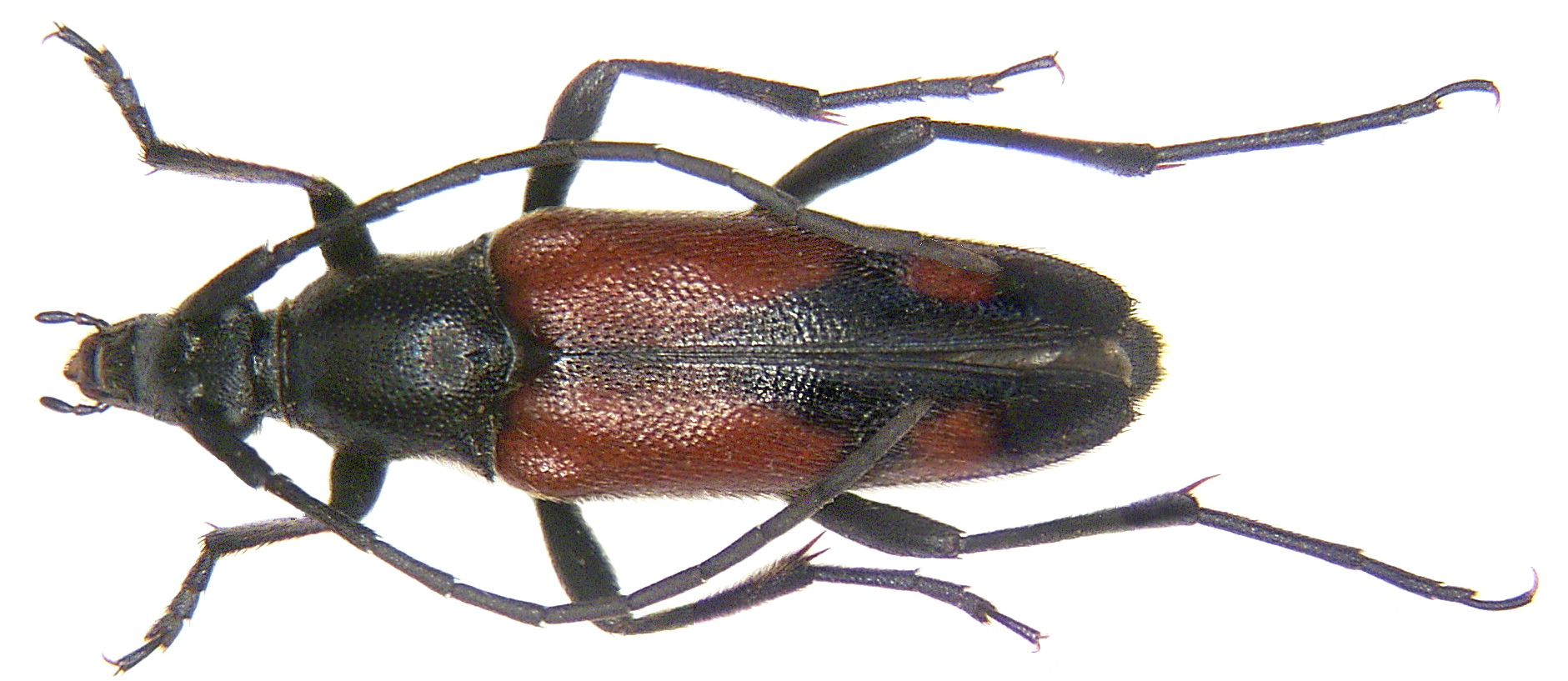
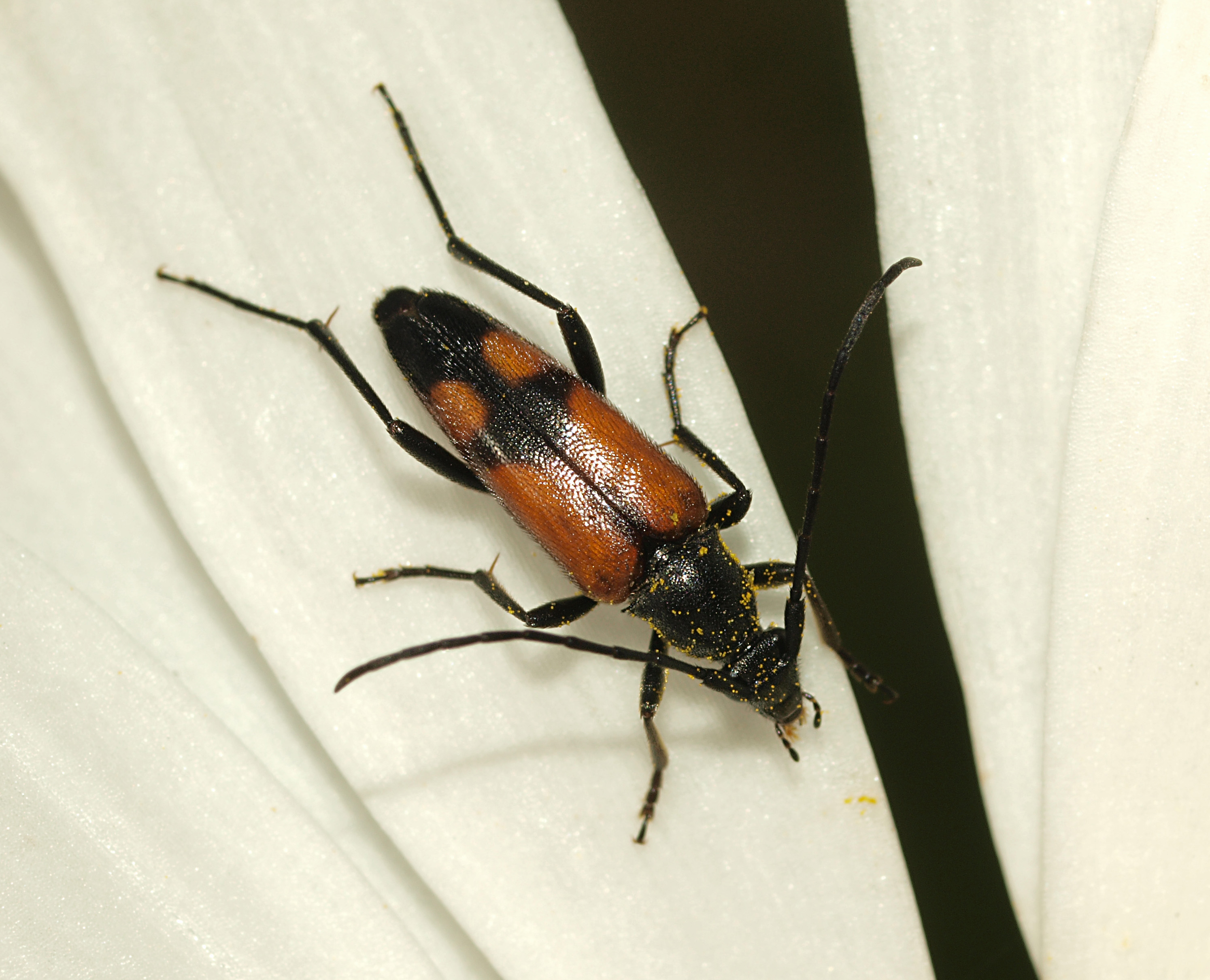
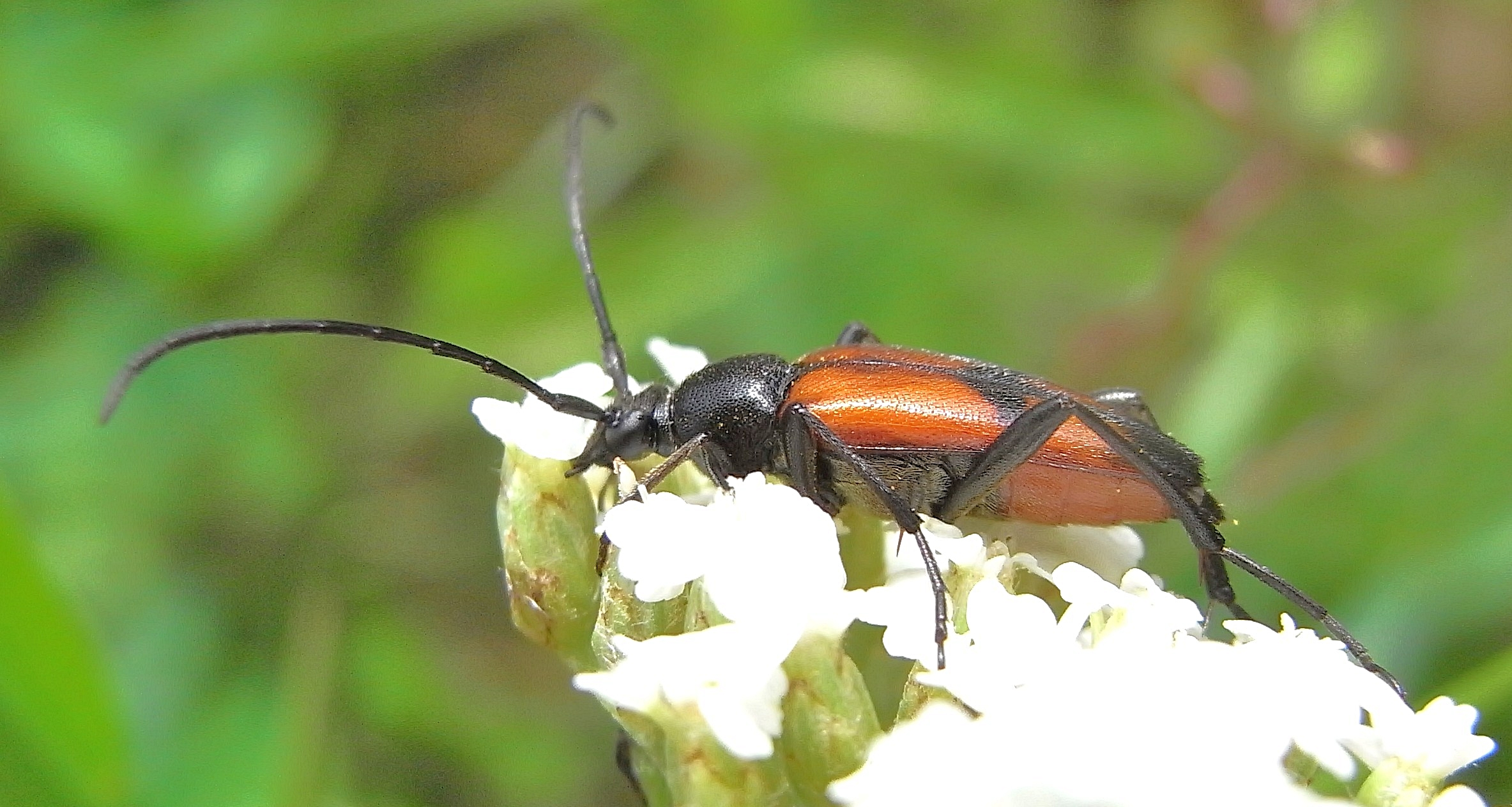
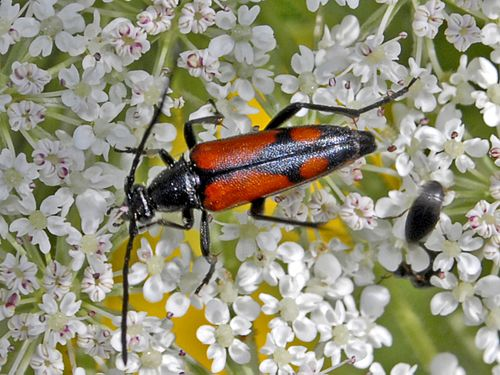
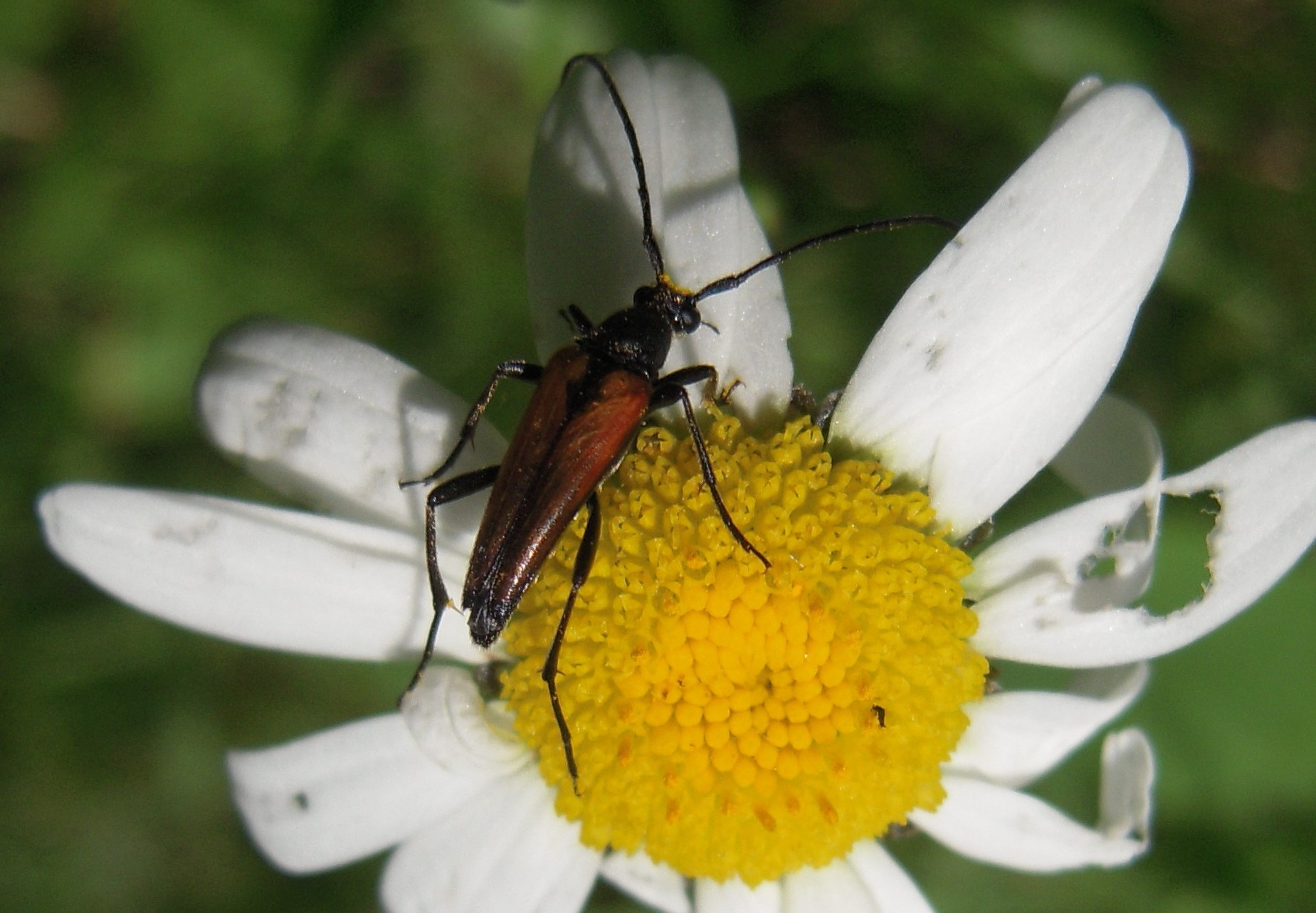

Magyarországon nem védett.